# Capturing Mary
Capturing Mary är en brittisk TV-film (drama) från 2007 med manus och regi av Stephen Poliakoff. Producerad av BBC. Huvudrollerna spelas av Maggie Smith, David Walliams, Ruth Wilson och Danny Lee Wynter.

## Handling
En ung man ledsagar en äldre kvinna i en resa bakåt i tiden till hon, som ung flicka, mötte en främling som påverkade hennes liv för alltid.

## Om filmen
Filmen är inspelad i London och Slough. Den hade premiär den 12 november 2007 i Storbritannien.

## Rollista
- Maggie Smith – Mary Gilbert
- Ruth Wilson – Mary som ung
- David Walliams – Greville White
- Danny Lee Wynter – Joe
- Gemma Arterton – Liza
- Michael Byers – Zach
- Max Dowler – Mr Graham
- Jack Berkeley – musiker
- Rebecca Bottone – sångare
- Claire Turner – sångare
- Celena Bridge – sångare

## Utmärkelser
- 2008 – BAFTA Award – Bästa TV-originalmusik, Adrian Johnston

### Webbkällor
- Capturing Mary på Internet Movie Database (engelska)